# スタンフォードバニー
スタンフォードバニーもしくはスタンフォードうさぎ（英語: Stanford Bunny）とは、1994年にスタンフォード大学のグレッグ・ターク（英語: Greg Turk）とマーク・リーボイ（英語: Marc Levoy）によって開発された、コンピューター・グラフィックス用の試験用モデルである。
このモデルは、うさぎの陶器の置物を3次元スキャナーで読み込んで生成された6万9451個の三角形要素によって表現されている。この幾何学的複雑さと三角形要素の数から、近年ではこのモデルは単純なモデルであるとみなされており、様々な3次元グラフィックデータに対するアルゴリズムを試験するのに使用されている。
一方、3次元スキャナーにより読み込まれたデータであることに起因するいくつかの問題も存在する。その問題は、スキャナーそのものの機能限界によるものや対象物が空洞であるために起こる穴がデータに含まれていることである。
このような問題はあるものの、このうさぎのモデルによってベンチマークされたアルゴリズムは、より実用的な問題に対しても対応できるものになっている。
このモデルはもともと.ply形式で4つの異なる解像度によって提供されていたもので、6万9451は最も解像度の高いもののポリゴン数である。